# Ghjuventù Paolina
La Juventud Paolina (Ghjuventù Paolina, en corso) es un sindicato de estudiantes nacionalistas corsos. Fundado en 1992 por estudiantes de la Cunsulta di i Studienti Corsi, agrupa a estudiantes de la Universidad de Córcega.
Su creación es resultado de una injerencia del movimiento nacionalista en ambas universidades y, en particular, en el cuadro de elección del presidente de la universidad, Antoine-François Bernardini Université. Independiente políticamente del movimiento nacionalista corso, un cierto número de sus militantes encontrados para la creación política del Rinnovu.